# Neolophonotus minutus
Neolophonotus minutus là một loài ruồi trong họ Asilidae. Neolophonotus minutus được Hull miêu tả năm 1967. Loài này phân bố ở vùng nhiệt đới châu Phi.